# Змьонські (герб)
Змьоніські (пол. Zmiącki, Żmiącki) – шляхетський герб , відомий з єдиного зображення на печаті.

## Опис герба
Опис з використанням принципів блазонування, запропонованих Альфредом Знамієровським:
У полі серце на якому лицарський хрест.
Намет невідомий.

## Найбільш ранні згадки
Печатка М. Змьонського від 1573 року.

## Роди
Власний герб Змьонських (Zmiącki, Żmiącki).

## Земельна і міська символіка
Композицію, схожу на герб Змьонські має герб містечка Срібного.